# William Shaner
William "Will" Shaner (ur. 25 kwietnia 2001 w Colorado Springs) – amerykański strzelec sportowy specjalizujący się w karabinie pneumatycznym, mistrz olimpijski z Tokio.

## Życiorys
Amerykanin zaczął uprawiać sport w 2010 roku. Jest praworęczny, mierzy z broni prawym okiem.

## Przebieg kariery
Pierwszy start Shanera w zawodach międzynarodowych miał miejsce w 2016 roku, w zawodach Pucharu Świata rozgrywanych w Monachium zajął 86. pozycję z wynikiem 616,1 punktów. W 2018 jako junior zdobył na mistrzostwach świata brązowy medal w konkurencji karabin pneumatyczny 50 m w pozycji leżącej, jak również wygrał zawody Pucharu Świata juniorów w Suhl.
W 2021 wziął udział w letnich igrzyskach olimpijskich w Tokio. Reprezentował on Stany Zjednoczone w konkurencjach strzelania z karabinu pneumatycznego z dystansu 10 metrów. Indywidualnie zdobył złoty medal, osiągając rezultat 251,6 punktów i jednocześnie ustanawiając nowy rekord olimpijski, a w mikście zajął 6. pozycję z rezultatem 416,8 punktów.